# Taylorus
Taylorus is een mosdiertjesgeslacht uit de  familie van de Escharinidae en de orde Cheilostomatida. De wetenschappelijke naam ervan werd in 2020 gepubliceerd door Pérez, López Gappa, Vieira & Gordon.

## Soorten
- Taylorus alatus Pérez, López Gappa, Vieira & Gordon, 2020
- Taylorus arcuatus (Gordon, 2014)
- Taylorus cylindratus (Gordon, 2014)
- Taylorus incognitus (Powell, 1967)
- Taylorus microperforatus Pérez, López Gappa, Vieira & Gordon, 2020
- Taylorus nyembezi (Oliver & Florence, 2016)
- Taylorus spinosus (Gordon, 2014)